# Prefektura apostolska Xinxiang
Prefektura apostolska Xinxiang (łac. Praefectura Apostolica Sinsiangensis) – rzymskokatolicka prefektura apostolska ze stolicą w Xinxiangu, w prowincji Henan, w Chińskiej Republice Ludowej.

## Historia
7 lipca 1936 z mocy decyzji Piusa XI wyrażonej w bulli Ad maiorem erygowano prefekturę apostolską Xinxiang. Dotychczas wierni z tych terenów należeli do wikariatu apostolskiego Weihui (obecnie diecezja Jixian).
Z 1950 pochodzą ostatnie pełne, oficjalne kościelne statystyki. Prefektura apostolska Xinxiang liczyła wtedy:
- 16 040 wiernych (1,3% społeczeństwa)
- 25 kapłanów (3 diecezjalnych i 22 zakonnych)
- 16 sióstr i 3 braci zakonnych
- 13 parafii.

Od zwycięstwa komunistów w chińskiej wojnie domowej w 1949 prefektura apostolska, podobnie jak cały prześladowany Kościół katolicki w Chinach, nie może normalnie działać. Proprefekt apostolski o. Johannes Schütte SVD został wydalony z komunistycznych Chin w 1952.
Prefektura istnieje w strukturach Patriotycznego Stowarzyszenia Katolików Chińskich pod nazwą diecezja Xinxiang. PSKCh nigdy nie mianowało w Xinxiangu swojego ordynariusza.
W 1992 lub w 1998 prefektem apostolskim Xinxiangu został potajemnie wyświęcony na biskupa w 1990 lub w 1992 w Xianxianie Joseph Zhang Weizhu. Ma on uznanie Stolicy Apostolskiej, jednak nie jest on uznawany przez rząd w Pekinie, który zabronił mu wykonywać pracy biskupa.

## Prefekci apostolscy
- Thomas Megan SVD (1936 – 1948)
- Johannes Schütte SVD (1948 – 1967 lub 1971) proprefekt; de facto wydalony z komunistycznych Chin w 1952, nie miał po tym czasie realnej władzy w prefekturze; jednocześnie w latach 1958 – 1967 przełożony generalny werbistów, a w latach 1968 - 1971 wicesekretarz Papieskiej Komisji Iustitia et Pax
- sede vacante (być może urząd prefekta sprawowali duchowni Kościoła podziemnego)
- bp Joseph Zhang Weizhu (1992 lub 1998 – nadal)